# Interclubs 2008/09
Die Interclubs 2008/09 war die belgische Mannschaftsmeisterschaft im Schach.
Meister wurde der Aufsteiger Schachfreunde Wirtzfeld, während sich der Titelverteidiger Vliegend Peerd Bredene mit dem achten Platz begnügen musste. Aus der Division 2 war neben Wirtzfeld die zweite Mannschaft von Bredene aufgestiegen, welche den fünften Platz belegte. Absteigen mussten Royal Namur Echecs und der Brussels Chess Club, außerdem zog Bredene beide Mannschaften zurück, so dass zur kommenden Saison ausnahmsweise vier Mannschaften aus der Division 2 aufstiegen.
Zu den gemeldeten Mannschaftskadern siehe Mannschaftskader der Interclubs 2008/09.

## Spieltermine
Die Wettkämpfe wurden am 5. und 19. Oktober, 2. und 23. November, 7. Dezember 2008, 4. und 18. Januar, 1. und 15. Februar, 8. und 22. März 2009 gespielt und fanden dezentral bei den beteiligten Vereinen statt.

## Modus
Die zwölf teilnehmenden Mannschaften spielten ein einfaches Rundenturnier. Über die Platzierung entschied zunächst die Anzahl der Brettpunkte (drei Punkte für einen Sieg, zwei Punkte für ein Remis, ein Punkt für eine Niederlage, kein Punkt für eine kampflose Niederlage) und dann die Zahl der Mannschaftspunkte (ein Punkt für einen Mannschaftssieg, ein halber Punkt für ein Unentschieden, kein Punkt für eine Niederlage).

## Abschlusstabelle
| Pl. | Verein                                                 | Sp | G  | U | V  | Brett-P. | MP       |
| --- | ------------------------------------------------------ | -- | -- | - | -- | -------- | -------- |
| 01. | Schachfreunde Wirtzfeld (N)                            | 11 | 11 | 0 | 0  | 213      | 11:0     |
| 02. | KSK 47 Eynatten                                        | 11 | 10 | 0 | 1  | 209      | 10:1     |
| 03. | KSK Rochade Eupen-Kelmis                               | 11 | 6  | 2 | 3  | 192      | 7:4      |
| 04. | Cercle des Echecs de Charleroi                         | 11 | 4  | 1 | 6  | 180      | 4,5:6,5  |
| 05. | Vliegend Peerd Bredene II. Mannschaft (N)              | 11 | 6  | 0 | 5  | 179      | 6:5      |
| 06. | Borgerhoutse SK                                        | 11 | 4  | 2 | 5  | 174      | 5:6      |
| 07. | Koninklijke Gentse Schaakkring Ruy Lopez               | 11 | 5  | 2 | 4  | 172      | 6:5      |
| 08. | Vliegend Peerd Bredene I. Mannschaft (M)               | 11 | 4  | 1 | 6  | 169      | 4,5:6,5  |
| 09. | Cercle Royal des Echecs de Liège et Echiquier Liègeois | 11 | 4  | 3 | 4  | 167      | 5,5:5,5  |
| 10. | Koninklijke Brugse Schaakkring                         | 11 | 3  | 1 | 7  | 164      | 3,5:7,5  |
| 11. | Royal Namur Echecs                                     | 11 | 2  | 1 | 8  | 161      | 2,5:8,5  |
| 12. | Brussels Chess Club                                    | 11 | 0  | 1 | 10 | 127      | 0,5:10,5 |

### Entscheidungen
|     | Belgischer Meister: Schachfreunde Wirtzfeld                                                                                               |
|     | Absteiger in die Division 2: Vliegend Peerd Bredene I. und II. Mannschaft (freiwillige Rückzüge), Royal Namur Echecs, Brussels Chess Club |
| (M) | Meister der letzten Saison |
| (N) | Aufsteiger der letzten Saison |

## Kreuztabelle
| Ergebnisse | Ergebnisse                                             | 01. | 02. | 03. | 04. | 05. | 06. | 07. | 08. | 09. | 10. | 11. | 12. |
| ---------- | ------------------------------------------------------ | --- | --- | --- | --- | --- | --- | --- | --- | --- | --- | --- | --- |
| 01.        | Schachfreunde Wirtzfeld                                |     | 17  | 17  | 17  | 23  | 21  | 18  | 19  | 20  | 17  | 20  | 24  |
| 02.        | KSK 47 Eynatten                                        | 15  |     | 17  | 20  | 18  | 17  | 19  | 23  | 20  | 20  | 17  | 23  |
| 03.        | KSK Rochade Eupen-Kelmis                               | 15  | 15  |     | 19  | 17  | 16  | 14  | 16  | 23  | 18  | 19  | 20  |
| 04.        | Cercle des Echecs de Charleroi                         | 15  | 12  | 13  |     | 14  | 20  | 15  | 17  | 16  | 15  | 19  | 24  |
| 05.        | Vliegend Peerd Bredene II. Mannschaft                  | 9   | 14  | 15  | 18  |     | 17  | 15  | 17  | 14  | 18  | 21  | 21  |
| 06.        | Borgerhoutse SK                                        | 11  | 15  | 16  | 12  | 15  |     | 20  | 13  | 16  | 19  | 19  | 18  |
| 07.        | Koninklijke Gentse Schaakkring Ruy Lopez               | 14  | 13  | 17  | 17  | 17  | 12  |     | 17  | 16  | 14  | 16  | 19  |
| 08.        | Vliegend Peerd Bredene I. Mannschaft                   | 13  | 9   | 16  | 13  | 15  | 19  | 15  |     | 15  | 18  | 16  | 20  |
| 09.        | Cercle Royal des Echecs de Liège et Echiquier Liègeois | 12  | 12  | 9   | 16  | 17  | 16  | 16  | 17  |     | 15  | 17  | 20  |
| 10.        | Koninklijke Brugse Schaakkring                         | 15  | 12  | 14  | 17  | 14  | 13  | 18  | 14  | 17  |     | 14  | 16  |
| 11.        | Royal Namur Echecs                                     | 12  | 15  | 13  | 13  | 11  | 13  | 16  | 15  | 15  | 18  |     | 20  |
| 12.        | Brussels Chess Club                                    | 8   | 9   | 12  | 8   | 11  | 14  | 13  | 12  | 12  | 16  | 12  |     |

## Die Meistermannschaft
| 1.            | Schachfreunde Wirtzfeld |
| Schachfiguren | Evgeny Postny, Ivan Sokolov, Daniel Fridman, Michail Gurewitsch, Philipp Schlosser, Friso Nijboer, Luc Winants, Andrei Schschekatschew, Gennadij Ginsburg, Andrei Orlow, Arkadi Rotstein, Petar Popović, Richard Polaczek, Anna Zatonskih, Thorsten Michael Haub, Yuri Boidman, Hans-Hubert Sonntag, Valeer Maes. |